# Кривина Гаусса

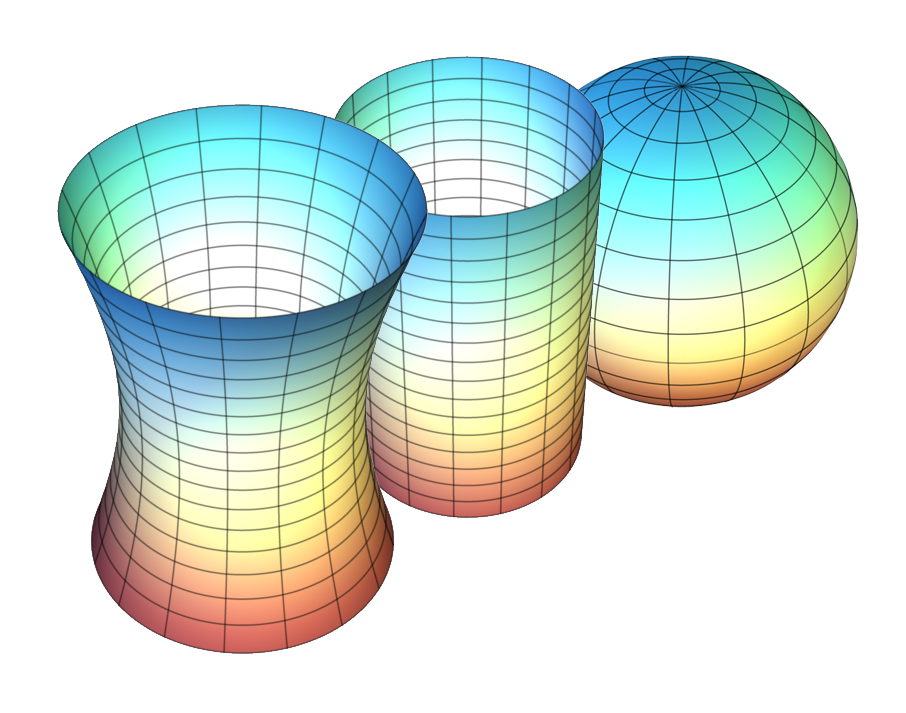
Зліва направо: поверхня з від'ємною гаусовою кривиною (гіперболоїд), поверхня з нульовою гаусовою кривиною (циліндр), та поверхня з додатною гаусовою кривиною (сфера).

Для випадку двовимірної поверхні в тривимірному просторі кривиною Га́усса називається добуток головних кривин {\displaystyle k^{(1)}k^{(2)}}. Природним буде таке узагальнення кривини Гаусса на випадок {\displaystyle n}-вимірної гіперповерхні.

## Означення кривини Гаусса для гіперповерхні
Як відомо, кривина {\displaystyle n}-вимірної гіперповерхні в точці повністю описується головними кривинами:
{\displaystyle (1)\qquad k^{(1)},k^{(2)},\dots k^{(n)}}
та відповідними головними напрямками, в яких напрямках кривина геодезичних дорівнює головним кривинам.
Розглянемо (з точністю до знаку) симетричні многочлени, складені з чисел {\displaystyle (1)\qquad k^{(1)},k^{(2)},\dots k^{(n)}}:
{\displaystyle (2)\qquad K^{[1]}=-(k^{(1)}+k^{(2)}+\dots +k^{(n)})=-\sum _{i}k^{(i)}}
{\displaystyle \qquad K^{[2]}=k^{(1)}k^{(2)}+k^{(1)}k^{(3)}+\dots +k^{(n-1)}k^{(n)}=\sum _{i<j}k^{(i)}k^{(j)}}
{\displaystyle \qquad \cdots \cdots \cdots }
{\displaystyle \qquad K^{[n]}=(-1)^{n}k^{(1)}k^{(2)}\cdots k^{(n)}}
Назвемо вищенаведені величини кривинами Гаусса відповідного степеня. Загальна формула кривини Гаусса степеня {\displaystyle m} запишеться так:
{\displaystyle (3)\qquad K^{[m]}=\sum _{i_{1}<i_{2}<\dots <i_{m}}k^{(i_{1})}k^{(i_{2})}\cdots k^{(i_{m})}}
Кривини Гаусса є коефіцієнтами характеристичного многочлена для матриці тензора повної кривини гіперповерхні:
{\displaystyle (4)\qquad \det(\lambda \delta _{j}^{i}-b_{j}^{i})=\lambda ^{n}+K^{[1]}\lambda ^{n-1}+\dots +K^{[n-1]}\lambda +K^{[n]}}

## Тензорна формула для кривин Гаусса
Формула (3) визначає кривини Гаусса через власні числа тензора повної кривини гіперповерхні {\displaystyle b_{ij}}. Спробуємо виразити ці величини через компоненти самого тензора {\displaystyle b_{ij}} в будь-якій системі координат. Для обчислення визначника довільного тензора другого рангу {\displaystyle a_{j}^{i}} ми маємо таку формулу з використанням тензора метричної матрьошки (дивіться статтю Одиничний антисиметричний тензор):
{\displaystyle (5)\qquad \det(a_{j}^{i})={1 \over n!}g_{j_{1}j_{2}\dots j_{n}}^{i_{1}i_{2}\dots i_{n}}a_{i_{1}}^{j_{1}}a_{i_{2}}^{j_{2}}\cdots a_{i_{n}}^{j_{n}}}
Підставимо в цю формулу {\displaystyle a_{j}^{i}=\lambda \delta _{j}^{i}-b_{j}^{i}}, щоб обчислити лівий вираз формули (4), тоді маємо:
{\displaystyle (6)\qquad n!\det(\lambda \delta _{j}^{i}-b_{j}^{i})=g_{j_{1}j_{2}\dots j_{n}}^{i_{1}i_{2}\dots i_{n}}(\lambda \delta _{i_{1}}^{j_{1}}-b_{i_{1}}^{j_{1}})\cdots (\lambda \delta _{i_{n}}^{j_{n}}-b_{i_{n}}^{j_{n}})}
Розкриємо дужки у формулі (6). Оскільки тензор метричної матрьошки {\displaystyle g_{j_{1}j_{2}\dots j_{n}}^{i_{1}i_{2}\dots i_{n}}} не змінюється при синхронній перестановці верхніх та нижніх індексів, то всі доданки при однаковому степені {\displaystyle \lambda ^{m}} будуть однаковими (їхня кількість дорівнює біноміальному коефіцієнту {\displaystyle C_{n}^{m}}), і ми одержуємо:
{\displaystyle (7)\qquad n!\det(\lambda \delta _{j}^{i}-b_{j}^{i})=\lambda ^{n}g_{s_{1}s_{2}\dots s_{n}}^{s_{1}s_{2}\dots s_{n}}-C_{n}^{1}\lambda ^{n-1}g_{js_{2}\dots s_{n}}^{is_{2}\dots s_{n}}b_{i}^{j}+C_{n}^{2}\lambda ^{n-2}g_{j_{1}j_{2}\dots s_{n}}^{i_{1}i_{2}\dots s_{n}}b_{i_{1}}^{j_{1}}b_{i_{2}}^{j_{2}}-\dots }
Оскільки послідовні згортки тензора метричної матрьошки дорівнюють:
{\displaystyle (8)\qquad g_{j_{1}j_{2}\dots j_{m}s_{m+1}s_{m_{2}}\dots s_{n}}^{i_{1}i_{2}\dots i_{m}s_{m+1}s_{m+2}\dots s_{n}}=(n-m)!\,g_{j_{1}\dots j_{m}}^{i_{1}\dots i_{m}}}
То з формули (7) і формули для біноміальних коефіцієнтів {\displaystyle C_{n}^{m}={n! \over m!(n-m)!}} знаходимо таку формулу для характеристичного многочлена (поділивши обидві сторони рівняння (7) на {\displaystyle n!}):
{\displaystyle (9)\qquad \det(\lambda \delta _{j}^{i}-b_{j}^{i})=\lambda ^{n}-{\lambda ^{n-1} \over 1!}g_{j}^{i}b_{i}^{j}+{\lambda ^{n-2} \over 2!}g_{j_{1}j_{2}}^{i_{1}i_{2}}b_{i_{1}}^{j_{1}}b_{i_{2}}^{j_{2}}-\dots }
Порівнюючи формули (9) і (4), знаходимо таку формулу для кривин Гаусса:
{\displaystyle (10)\qquad K^{[m]}={(-1)^{m} \over m!}g_{j_{1}j_{2}\dots j_{m}}^{i_{1}i_{2}\dots i_{m}}b_{i_{1}}^{j_{1}}b_{i_{2}}^{j_{2}}\dots b_{i_{m}}^{j_{m}}}

## Вираження кривин Гаусса парного степеня черезтензор Рімана
Для скалярної кривини гіперповерхні ми мали таку формулу (дивіться статтю Гіперповерхня):
{\displaystyle (11)\qquad R=g^{ik}g^{jl}R_{ijkl}=2\sum _{i<j}k^{(i)}k^{(j)}=2K^{[2]}}
Щоб узагальнити цю формулу на вищі степені, спробуємо замінити добуток двох метричних тензорів у формулі (11) на тензор метричної матрьошки четвертого рангу (дивіться статтю Одиничний антисиметричний тензор):
{\displaystyle (12)\qquad g^{ijkl}R_{ijkl}={\begin{vmatrix}g^{ik}&g^{il}\\g^{jk}&g^{jl}\end{vmatrix}}R_{ijkl}=(g^{ik}g^{jl}-g^{il}g^{jk})R_{ijkl}=2R=4K^{[2]}}
Для подальших обчислень ми перейдемо в локальну декартову систему координат в одній з точок многовида {\displaystyle P}, та орієнтуємо її вздовж головних напрямків гіперповерхні. В точці {\displaystyle P} матриця метричного тензора буде одиничною:
{\displaystyle (13)\qquad g_{ij}=\delta _{ij}={\begin{cases}1,&i=j\\0,&i\neq j\end{cases}}}
а тому ми можемо чисельно не розрізняти коваріантні та відповідні контраваріантні компоненти тензорів (верхні та нижні індекси). Тензор Рімана в точці {\displaystyle P} буде в деякому розумінні діагональним, а саме, його ненульові компоненти дорівнюють:
{\displaystyle (14)\qquad R_{ijij}=-R_{ijji}=k^{(i)}k^{(j)}\qquad (i\neq j)}
і дорівнюють нулю всі ті компоненти {\displaystyle R_{ijkl}}, де друга пара індексів {\displaystyle (kl)} не збігається з {\displaystyle (ij)} з точністю до перестановки в парі.
Ліва частина формули (12) є лінійною формою від тензора Рімана, а коефіцієнтами цієї форми служать компоненти тензора метричної матрьошки. Очевидним узагальненням є розгляд білінійної форми та форм вищих степенів від компонент тензора Рімана.
Проведемо обчислення формули (12) ще раз і в такий спосіб, щоб ці обчислення можна було легко узагальнити. Маємо, враховуючи діагональність тензора Рімана:
{\displaystyle (15)\qquad g_{kl}^{ij}R_{ij}^{kl}=\sum _{i,j}\left(\sum _{k,l}g_{kl}^{ij}R_{ij}^{kl}\right)=\sum _{i,j}\left(g_{ij}^{ij}R_{ij}^{ij}+g_{ji}^{ij}R_{ij}^{ji}\right)}
Далі, два доданки в правій частині формули (15) однакові внаслідок антисиметрії за індексами всередині пари як тензора метричної матрьошки, так і тензора Рімана. Крім того, діагональна компонента метричної матрьошки дорівнює одиниці, оскільки (в наступній формулі додавання за однаковими індексами не проводиться, а індекси {\displaystyle i,j} різні):
{\displaystyle (16)\qquad g_{ij}^{ij}={\begin{vmatrix}\delta _{i}^{i}&\delta _{j}^{i}\\\delta _{i}^{j}&\delta _{j}^{j}\end{vmatrix}}={\begin{vmatrix}1&0\\0&1\end{vmatrix}}=1}
Враховуючи вищесказане і формулу (14), перетворюємо формулу (15) далі:
{\displaystyle (17)\qquad g_{kl}^{ij}R_{ij}^{kl}=2\sum _{i\neq j}1\cdot k^{(i)}k^{(j)}=2\cdot 2!\sum _{i<j}k^{(i)}k^{(j)}=2\cdot 2!K^{[2]}}
Тепер перейдемо до обчислення наступної квадратичної форми:
{\displaystyle (18)\qquad \Phi _{2}(R)=g_{k_{1}l_{1}k_{2}l_{2}}^{i_{1}j_{1}i_{2}j_{2}}R_{i_{1}j_{1}}^{k_{1}l_{1}}R_{i_{2}j_{2}}^{k_{2}l_{2}}}
Коефіцієнтами цієї форми служать компоненти тензора метричної матрьошки восьмого рангу. Цей тензор має дві групи індексів, і є антисиметричним за перестановкою індексів всередині цих груп. Обчислюємо аналогічно до формули (15).
{\displaystyle (19)\qquad \Phi _{2}(R)=\sum _{i_{1},j_{1},i_{2},j_{2}}\left(\sum _{k_{1},l_{1},k_{2},l_{2}}g_{k_{1}l_{1}k_{2}l_{2}}^{i_{1}j_{1}i_{2}j_{2}}R_{i_{1}j_{1}}^{k_{1}l_{1}}R_{i_{2}j_{2}}^{k_{2}l_{2}}\right)=2^{2}\sum _{i_{1},j_{1},i_{2},j_{2}}g_{i_{1}j_{1}i_{2}j_{2}}^{i_{1}j_{1}i_{2}j_{2}}R_{i_{1}j_{1}}^{i_{1}j_{1}}R_{i_{2}j_{2}}^{i_{2}j_{2}}}
Перепозначимо індекси {\displaystyle i_{1},j_{1},i_{2},j_{2}} на {\displaystyle i,j,k,l} для спрощення запису:
{\displaystyle (19a)\qquad \Phi _{2}(R)=2^{2}\sum _{i,j,k,l}g_{ijkl}^{ijkl}R_{ij}^{ij}R_{kl}^{kl}=2^{2}4!\sum _{i,j,k,l \over all\;different}g_{ijkl}^{ijkl}k^{(i)}k^{(j)}k^{(k)}k^{(l)}}
Всі чотири індекси {\displaystyle i,j,k,l} мають бути попарно різними, оскільки компоненти тензора метричної матрьошки дорівнюють нулю при наявності двох однакових індексів в одній групі. В правій сумі формули (19a) стоять діагональні компоненти тензора метричної матрьошки, які дорівнюють одиниці (аналогічно формулі 16).
{\displaystyle (19b)\qquad \Phi _{2}(R)=2^{2}\sum _{i,j,k,l \over all\;different}k^{(i)}k^{(j)}k^{(k)}k^{(l)}=2^{2}\cdot 4!\sum _{i<j<k<l}k^{(i)}k^{(j)}k^{(k)}k^{(l)}=2^{2}\cdot 4!K^{[4]}}
Множник 4! при переході до другої суми в формулі (19a) виник внаслідок того, що одному доданку в правій сумі, який характеризується фіксованим набором чотирьох різних чисел {\displaystyle i<j<k<l}, відповідає 4! = 24 однакових за величиною доданки в лівій сумі, які характеризуються перестановками цих чотирьох чисел.
Формули (19), (19a), (19b) легко узагальнюються на форми вищих степенів. Таким чином одержуємо загальну формулу для знаходження кривин Гаусса парного степеня {\displaystyle 2m}:
{\displaystyle (20)\qquad K^{[2m]}={1 \over 2^{m}(2m)!}g_{k_{1}l_{1}\dots k_{m}l_{m}}^{i_{1}j_{1}\dots i_{m}j_{m}}R_{i_{1}j_{1}}^{k_{1}l_{1}}\cdots R_{i_{m}j_{m}}^{k_{m}l_{m}}}

## Альтернативне виведення формули для кривин Гаусса парного степеня
Скористаємося наступним вираженням тензора Рімана через тензор повної кривини (дивіться статтю Гіперповерхня):
{\displaystyle (21)\qquad R_{ij}^{kl}=b_{i}^{k}b_{j}^{l}-b_{j}^{k}b_{i}^{l}}
і почнемо в формулі (10) групувати співмножники по два, наприклад починаючи з перших двох (тут ми вважаємо, що степінь {\displaystyle 2m} кривини Гаусса не менший 2 ({\displaystyle m\geq 1}), і для спрощення запису опустимо позначення {\displaystyle m}):
{\displaystyle (22)\qquad (2m)!K=g_{kl\dots }^{ij\dots }b_{i}^{k}b_{j}^{l}\cdots =-g_{kl\dots }^{ji\dots }b_{i}^{k}b_{j}^{l}\cdots }
Останнє перетворення справедливе внаслідок антисиметрії тензора метричної матрьошки щодо індексів в верхній групі. Далі, в останньому виразі поміняємо місцями індекси {\displaystyle i,j}:
{\displaystyle (23)\qquad (2m)!K=-g_{kl\dots }^{ij\dots }b_{j}^{k}b_{i}^{l}\cdots }
Тепер додамо рівняння (22) і (23), при цьому врахувавши (21). Одержуємо, знову перепозначивши індекси:
{\displaystyle (24)\qquad 2(2m)!K^{[2m]}=g_{k_{1}l_{1}k_{2}l_{2}\dots k_{m}l_{m}}^{i_{1}j_{1}i_{2}j_{2}\dots i_{m}j_{m}}R_{i_{1}j_{1}}^{k_{1}l_{1}}b_{i_{2}}^{k_{2}}\cdots b_{i_{m}}^{k_{m}}b_{j_{m}}^{l_{m}}}
Множник 2 в лівій частині рівняння (24) з'явився внаслідок групування двох множників {\displaystyle b_{i_{1}}^{k_{1}}b_{j_{1}}^{l_{1}}}. Очевидно, ми можемо подібним чином згрупувати попарно і решту співмножників, тоді в лівій частині ми одержимо множник {\displaystyle 2^{m}}, а в правій — вираз, в якому бере участь тільки тензор Рімана і тензор метричної матрьошки, тобто ми одержимо формулу (20).

## Кривини Гаусса непарного степеня
Кривини Гаусса непарного степеня також пов'язані з тензором Рімана, але складнішими формулами аніж (20). До того ж з цих формул кривина Гаусса виражається неоднозначно через тензор Рімана. Оскільки тут багато нюансів, доцільно буде присвятити окрему статтю кривинам Гаусса непарного степеня.

## Значення кривин Гаусса
На початку ми дали означення кривини Гаусса тільки для гіперповерхні (формули 2, 3). Але формула (20), як і формули для знаходження кривини Гаусса непарного степеня, дають змогу поширити це поняття на довільні (абстрактні) многовиди. Таким чином ми можемо розглядати кривини Гаусса як скалярні інваріанти тензора Рімана.
Внутрішня кривина многовида повністю описується тензором Рімана. Але сам по собі тензор — це складний об'єкт. Ми можемо поставити щодо кривини многовида три питання: яка (усереднена) величина цієї кривини, яка анізотропність, яка орієнтація цієї анізотропності. На перші два питання можна дати відповідь, проаналізувавши кривини Гаусса, подібно до того як це робиться для лінійного оператора (тензора другого рангу) через коефіцієнти характеристичного многочлена.
Кривини Гаусса, як скаляри, можна інтегрувати за об'ємом всього многовида (дивіться статтю Інтеграли Гаусса). Виявляється, що інтеграл від {\displaystyle K^{[n]}} є топологічним інваріантом {\displaystyle n}-вимірного многовида (не змінюється при неперервній деформації многовида).